# El Cultural
El Cultural és una publicació espanyola de periodicitat setmanal, dedicada a la informació cultural en el «sentit ampli» del terme, ja que disposa de les seccions de notícies culturals, lletres, arts, escenaris (teatre i música), cinema i ciència.
La publicació El Cultural va ser fundada el 1998 per Luis María Anson, sent president del diari La Razón, com una revista d'informació cultural distribuïda a manera de suplement cultural els dissabtes, conjuntament i inseparable amb el diari La Razón des del 1998 (núm 1) fins al juliol de 1999 (núm 38). En desprendre la societat propietària de la capçalera de la revista, el diari La Razón va començar a publicar un suplement cultural, «El Cavall Verd», com a secció pròpia del diari i sense paginació pròpia.
El setembre de 1999 la capçalera va ser incorporada a una societat de nova creació, Premsa Europea del Segle XXI, SA, editora a partir de llavors d'El Cultural, que va ser participada majoritàriament per Unitat Editorial, SA, propietària al seu torn del diari El Mundo, amb el qual s'ha distribuït conjunta i inseparablement des de l'octubre de 1999 (núm 39), com a suplement cultural d'aquest, variant diverses vegades el dia de lliurament setmanal (dimecres, dijous o divendres). Anteriorment a l'adquisició d'El Cultural, el diari El Mundo tenia un suplement setmanal dedicat als llibres, Esfera dels llibres, que apareixia encartat en el mateix però amb paginació pròpia, el qual va deixar de publicar-se. Les empreses editores de la publicació impresa d'El Cultural han estat: primer Audiovisual Espanyola, S.A.; posteriorment Premsa Europea del Segle XXI, S.A.; i més recentment Premsa Europea del Segle XXI, S.L. La direcció d'El Cultural, des de la seva fundació, l'ha realitzat la periodista Blanca Berasátegui.
Des de l'any 2000 ElCultural.es, és la versió digital d'El Cultural. L'edita El Cultural Electrònic, SL, i a més de contenir la versió electrònica de l'edició impresa i una hemeroteca d'aquesta, completa la informació de la publicació en paper amb seccions i apartats específics, com les dedicades a vídeos i galeries d'imatges, i obrint seccions noves com les dedicades a blocs, informació sobre concursos literaris, artístics, debats, escènics i musicals.